# René Andrieu
Pour les articles homonymes, voir Andrieu.
 René Andrieu, né le 24 mars 1920 à Beauregard (Lot) et mort le 26 mars 1998
à Paris 17e, est un homme politique, journaliste et écrivain français.

## Biographie

### Origines et formation
Le père de René Andrieu est cultivateur de Beauregard-en-Quercy, tandis que sa mère tient un restaurant de la commune, ouvert une fois par mois, le jour de la foire mensuelle du village. René Andrieu a quatre sœurs et un frère. Il est enfant de chœur à l'église du village et son arrière-grand-père nonagénaire y est marguillier.
Boursier, il entre en 1931 comme interne au lycée Gambetta de Cahors. Après l'obtention de son diplôme du baccalauréat en 1938, il continue ses études en khâgne dans un lycée de Toulouse pour y préparer le concours de l'École normale supérieure. Il suit les cours de Georges Canguilhem pour lequel il a une grande admiration. Il doit renoncer à se présenter au concours en 1939, après la déclaration de la guerre par la France à l'Allemagne et la suppression des bourses d'études. Il devient alors maître d'internat dans un collège de Figeac, tout en préparant une licence de Lettres à la faculté de Toulouse. Il reçoit son ordre de mobilisation au printemps 1940 mais est rapidement renvoyé dans ses foyers, sans avoir combattu, en raison de la capitulation de la France. Il poursuit ses études de lettres pendant l'Occupation. 

### Résistance
En novembre 1942, il adhère au Front national et au Parti communiste français et s'engage dans la Résistance. En 1943, il est convoqué pour Service du travail obligatoire, s'enfuit et entre dans un maquis. Officier des Francs-tireurs et partisans dans le Lot, le « capitaine Alain » devient le commandant de la place de Cahors. Il rejoint ensuite l'armée de l'Atlantique avec le général Larminat, qui réduit les poches allemandes à la pointe de Grave.
Il est décoré de la Croix de guerre, de la médaille de la Résistance et de la Légion d’honneur.

### Carrière journalistique
Après la guerre, il commence une carrière de journaliste et d'écrivain ; il écrit notamment une biographie de Stendhal. Il entre en 1946 au journal Ce soir dirigé par Jean-Richard Bloch où il est chargé de la politique étrangère.
En janvier 1947, il se marie  à Paris avec Jeannine Vigié (1924-2022), une résistante dans les maquis du Lot qu'il a rencontrée à la Libération.
En 1956, il est engagé comme rédacteur en chef adjoint à L'Humanité, organe central du PCF. En mai 1958, il succède à André Stil comme rédacteur en chef et restera au journal jusqu'en 1985.
Certains de ses éditoriaux sont restés célèbres. Ainsi, lorsqu'en 1969, peu avant l'élection présidentielle, il note que le futur président Pompidou redevient catholique pratiquant, il écrit que « l'Élysée vaut bien une messe ! », paraphrasant Henri IV à propos de Paris. Peu après son élection, il qualifie le nouvel élu de « Monsieur Tiers » parce qu'il n'a été élu qu'avec 35 % des inscrits. En 1978, quand le groupe Lagardère rachète la station de radio Europe 1, il cite la fameuse réplique de Jean Marais dans Le Bossu : « Si tu ne viens pas à Lagardère, Lagardère viendra à toi. »
Dans les années 1970, il s'illustre dans les débats télévisés pour défendre le programme commun de gouvernement avant de devenir un critique virulent de François Mitterrand, à qui il reproche d'avoir attiré à lui une partie de l'électorat communiste.
Claude Cabanes lui succède comme rédacteur en chef de L'Humanité.

### Parcours au PCF
Membre du comité central, René Andrieu est un des membres influents du Parti communiste français au cours de la période 1960-1980.
Militant communiste en vue dans les années 1960 et jusqu'au début des années 1980, période pendant laquelle il participe à diverses émissions politiques, tels le Club de la presse d'Europe 1, Droit de réponse de Michel Polac, etc., il est même pressenti pour être le candidat du PCF aux élections présidentielles de 1969[réf. nécessaire], tâche qui échoit finalement à Jacques Duclos.
René Andrieu est resté fidèle à la ligne du parti et au régime soviétique. Cette position l'a conduit à engager des polémiques avec certains de ses camarades comme Pierre Daix à propos de Soljenitsyne en 1974, quand ce dernier est expulsé d'URSS[réf. nécessaire]. À cette occasion, il publie un éditorial, intitulé  Les Grandes Orgues, pour justifier la position soviétique[réf. nécessaire]. Critique vis-à-vis des atteintes aux droits de l'homme en Union soviétique et du stalinisme en particulier[réf. souhaitée], évoquant « la fossilisation de l’idéal révolutionnaire » de la période Brejnev, il a approuvé la perestroïka.

## Publications
- Les Communistes et la Révolution, Julliard, 1968
- En feuilletant l'histoire de France du Front Populaire à nos jours, illustrations de Jean Effel, Albin Michel, 1969 [extrait sur Gallica]
- Du bonheur et rien d'autre, conversations avec Claude Glayman, Robert Laffont, 1975  (ISBN 2234000246)
- Lettre ouverte à ceux qui se réclament du socialisme, Albin Michel, 1978  (ISBN 978-2226005953) [extrait sur Gallica]
- Choses dites, Les Éditions sociales, 1979, préface d'André Wurmser,  (ISBN 978-2209053445) [extrait sur Gallica]
- Stendhal ou le Bal masqué, JC Lattès, 1983  (ISBN 978-2709602082)
- La guerre d'Algérie n'a pas eu lieu : 8 ans et 600 000 morts, Messidor, 1992  (ISBN 978-2209066841) [extrait sur Gallica]
- Un rêve fou ? Un journaliste dans le siècle, L’Archipel, 1996  (ISBN 978-2841870417)